# Шейхство Акраби
Акраби (араб. عقربي‎), или Шейхство Акраби (араб. مشيخة العقربي‎) — шейхство в Южной Аравии, существовавшее до середины XX века. В разные годы входило в состав британского Протектората Аден, Федерацию Арабских Эмиратов Юга и Федерацию Южной Аравии. Столицей был Бир-Ахмад.

## История
Шейхство отделилось от Султаната Лахедж в XVIII веке. В 1839 году близлежащий порт Аден стал форпостом Британской империи, и британское влияние на Акраби начало расти. Шейхство было одним из первых подписавших договор «Девять Кантонов» с Великобританией в 1869 году, и стало частью Аденского Протектората. Стало членом Федерации Арабских Эмиратов Юга в феврале 1960 года и Федерации Южной Аравии в январе 1963 года. Последний шейх Махмуд ибн Мухаммад Аль-Акраби был свергнут 28 августа 1967 года. Шейхство было ликвидировано в ноябре 1967 года после основания Народной Демократической Республики Йемен. В настоящее время территория бывшего шейхства входит в состав Йеменской Республики.

## Список шейхов Акраби
- Аль-Махди ибн Али аль-Акраби — 1770 — 1833
- Хайдара ибн Аль-Махди аль-Акраби — 1833 — 1858
- Абдалла ибн Хайдара аль-Акраби — [1858] — 8 марта 1905
- Аль-Фадль ибн Абдалла аль-Акраби — 1905 — 1940
- Мухаммад ибн Аль-Фадль аль-Акраби — 1940 — 1957
- Махмуд ибн Мухаммад аль-Акраби — 1957 — 28 августа 1967